# Санта-Крус-де-ла-Пальма
Санта-Крус-де-ла-Пальма (ісп. Santa Cruz de la Palma) — муніципалітет в Іспанії, у складі автономної спільноти Канарські острови, у провінції Санта-Крус-де-Тенерифе, на острові Ла-Пальма. Населення — 17 128 осіб (2010).
Муніципалітет розташований на відстані близько 1830 км на південний захід від Мадрида, 150 км на захід від Санта-Крус-де-Тенерифе.
На території муніципалітету розташовані такі населені пункти: (дані про населення за 2010 рік)
- Лос-Аламос: 170 осіб
- Барранко-де-ла-Мадера: 99 осіб
- Барранко-дель-Ріо: 44 особи
- Канделарія: 64 особи
- Куеста-дель-Льяно-де-ла-Крус: 208 осіб
- Ель-Дорадор: 12 осіб
- Ель-Фронтон: 5 осіб
- Ла-Глор'єта: 0 осіб
- Хуан-Майор: 185 осіб
- Лас-Лахітас: 13 осіб
- Ломо-де-лос-Гомерос: 9 осіб
- Ломо-дель-Сентро: 241 особа
- Ломо-Еспанта: 157 осіб
- Льяно-Гранде: 107 осіб
- Міранда: 1068 осіб
- Ель-Морро: 62 особи
- Лас-Ньєвес: 15 осіб
- Ель-Планто: 122 особи
- Ель-Посіто: 104 особи
- Ла-Портада: 78 осіб
- Роке-де-Абахо: 0 осіб
- Роке-де-Арріба: 85 осіб
- Санта-Крус-де-ла-Пальма: 13880 осіб
- Лас-Тьєррітас: 122 особи
- Лас-Тоскас: 59 осіб
- Велоко: 154 особи
- Ла-Верада: 65 осіб

## Демографія
Динаміка населення (INE ):

## Галерея зображень

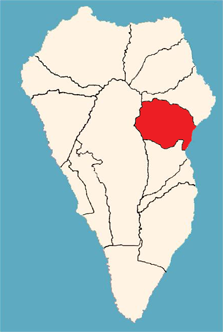
Розташування муніципалітету на острові Ла-Пальма
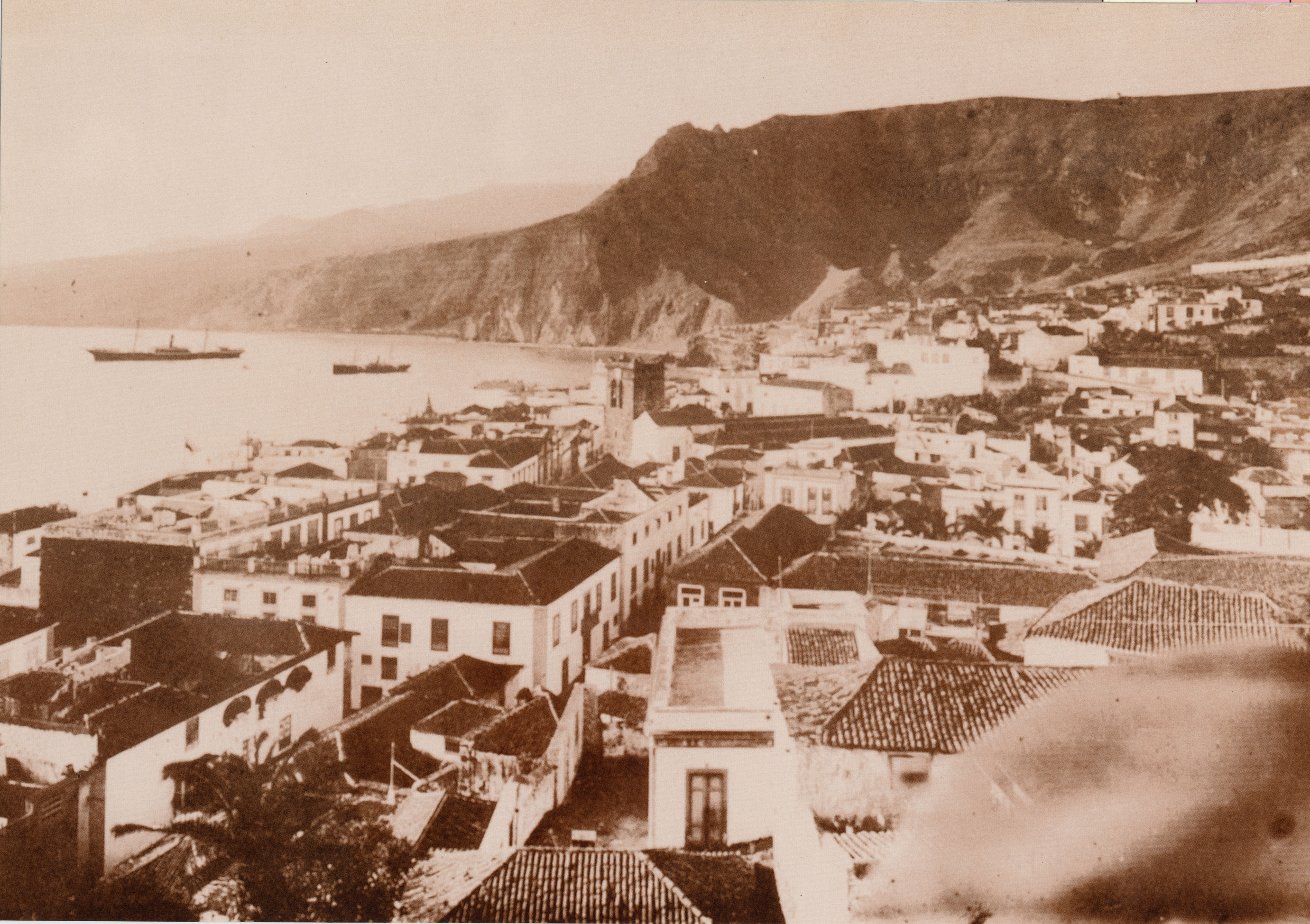
Санта-Крус-де-Ла-Пальма у 1890
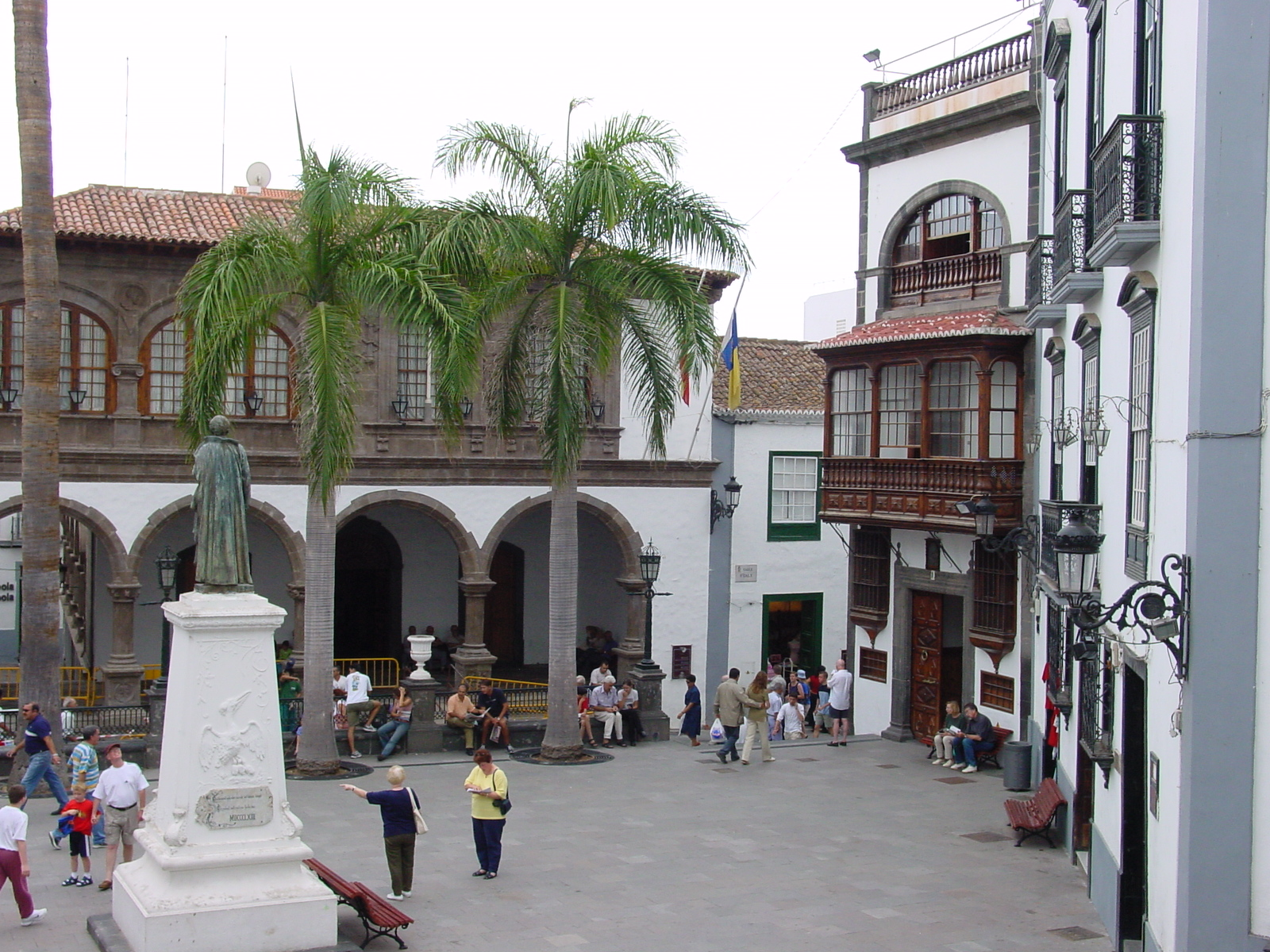
Муніципальна рада і Пласа-де-Еспанья
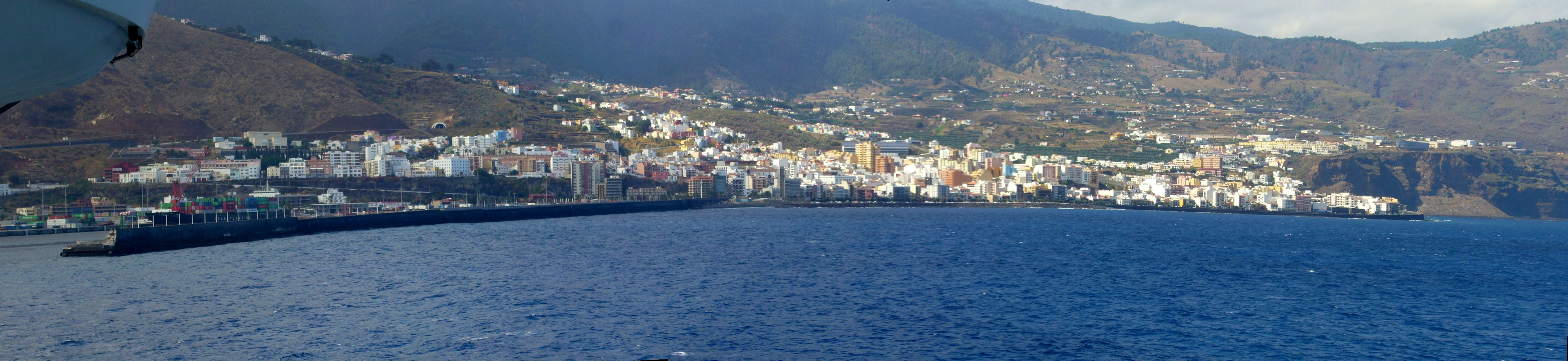
Санта-Крус-де-ла-Пальма, вид з моря